# Гануш
Гануш (араб. غنوش) — місто в Тунісі. Входить до складу вілаєту Габес. Станом на 2004 рік тут проживало 22 681 особа.